# Mozabiten

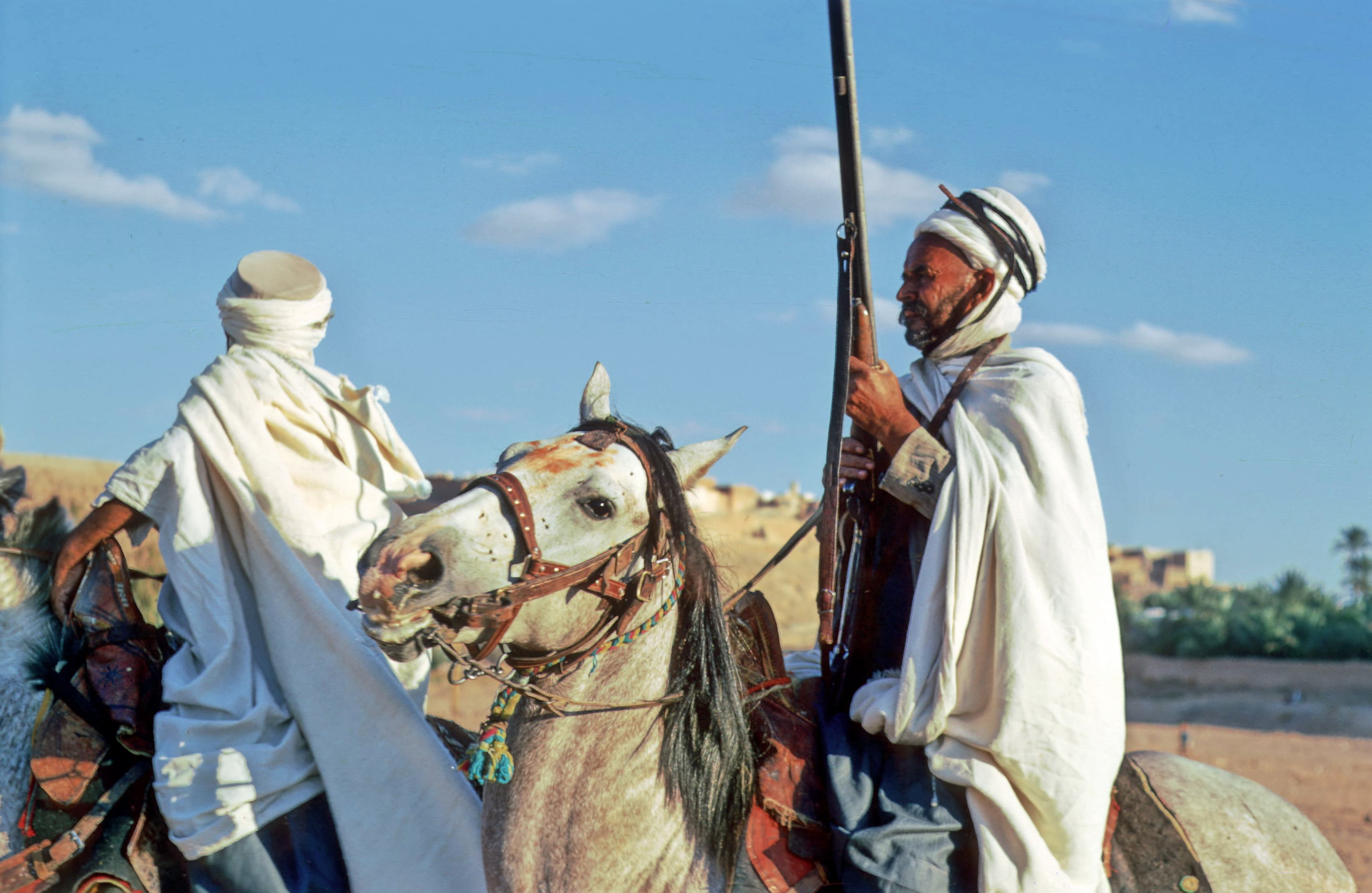
Präsentation der Berber-Kavallerie, Hochzeitszeremonie in Ghardaia

Die Mozabiten, auch Mzabiten oder Beni Mzab (Zentralatlas-Tamazight ⴰⵜ ⵎⵥⴰⴱ At Mẓab, arabisch بني ميزاب, DMG Banī Mīzāb) genannt, sind eine strenggläubige Ibaditen-Gemeinschaft von Berbern in der algerischen Sahara. Sie leben im Distrikt Mzab und der gleichnamigen Oase und sprechen eine eigene Berbersprache, das Mzab-Wargla. Ihr Zentrum ist Ghardaia.
Die Mozabiten sind eine der wenigen noch existierenden Gemeinschaften der Ibaditen, eines Zweigs der Charidschiten, im Maghreb. Die Mitglieder der Gemeinschaft trennen sich strikt von anderen Gruppen des Islams und werden ihrerseits von anderen als Häretiker angesehen. Als Oberhaupt erkennen sie nur einen gewählten Kalifen an, der von Allah als bester Muslim zu erkennen gegeben wird.

## Geschichte
Nach dem Untergang des Emirates der Rustamiden von Tahert und der Siedlungen um Sedrata im 11. Jahrhundert zogen sich die Ibaditen in das Gebiet des Wadi Mzab zurück. Dort bauten sie mit großem Aufwand die Oasen mit Hilfe von Bewässerungsanlagen aus und pflanzten große Palmenhaine an. Wirtschaftliche Bedeutung erlangten die Mozabiten durch die Kontrolle des Karawanenhandels in der zentralen Sahara (siehe: Transsaharahandel), wobei vor allem der Handel mit Sklaven, Elfenbein und Gold erhebliche Gewinne abwarf. Die Arbeit in den Oasengärten war Sache der Sklaven. Das Handwerk lag in den Händen der Juden und die Nomaden schützten die Handelskarawanen und die Städte.
Jede kleine Stadt der Mozabiten war als eine theokratische Republik organisiert, wobei ein Rat von zwölf religiösen Notabeln für die Rechtsprechung zuständig war, während ein Rat der Laien die Verwaltung leitete. Im 19. Jahrhundert kam es zu mehreren Rechtsreformen bei den Mozabiten. So fasste Scheich Abd al-Aziz ibn Ibrahim al-Musabi († 1808) das Recht der Ibaditen im Kitab an-Nil zusammen.
1853 wurden die Mozabiten dem französischen Protektorat und 1882 der französischen Verwaltung unterstellt und sind seit 1962 Teil des unabhängigen Algerien. Die wichtigsten Orte der mozabitischen Pentapolis sind Ghardaia und die heilige Stadt Beni Isguen. Daneben gibt es die Ortschaften Melika, Bou Noura und Atteuf. 